# Ekstase (1984)
Ekstase (Originaltitel: Bolero, Alternativtitel Bo Derek’s Ekstase) ist ein US-amerikanisches Filmdrama des Regisseurs John Derek aus dem Jahr 1984. In der Hauptrolle ist Dereks Ehefrau Bo Derek zu sehen, die auch als Produzentin fungierte.

## Handlung
1920er Jahre: Ayre MacGillvary, genannt „Mac“, ist eine jungfräuliche 23-jährige Amerikanerin, die ein exklusives britisches College besucht. Als verwaiste Erbin eines riesigen Vermögens ist sie fest entschlossen, den richtigen Mann für ihre erste sexuelle Begegnung zu finden, wo auch immer auf der Welt er sein mag. Reich genug, um sich nicht allein auf den Weg zu machen, bringt sie ihre beste Freundin Catalina und den Chauffeur der Familie, Cotton, mit.
Ayre reist zunächst nach Marokko, wo sie einen idealen Liebhaber trifft, einen arabischen Scheich, der ihr anbietet, sie zu entjungfern. Er nimmt sie in seinem Privatflugzeug mit zu einer Oase in der Wüste, aber während des Vorspiels, während er ihren nackten Körper mit Honig einreibt, schläft er fast sofort ein. Ayre gibt den Scheich auf und reist weiter nach Spanien, wo sie den Toreador Angel kennenlernt, den sie verführen will. In diese Gruppe kommt Paloma, ein 14-jähriges einheimisches Zigeunermädchen, das Ayre und Catalina unter ihre Fittiche nehmen. In einer kleinen Nebenhandlung lernt Catalina Ayres Anwalt Robert Stewart kennen, einen Kilt tragenden Schotten, den Catalina dazu auswählt, sie zu entjungfern.
Nach mehreren Tagen des Umwerbens und Flirtens hat Angel eines Morgens Sex mit Ayre. Unglücklicherweise wird Angel, nachdem Ayre erfolgreich ihre Jungfräulichkeit verloren hat, am nächsten Tag beim Stierkampf aufgespießt.
Die Verletzung macht Angel unfähig zum Geschlechtsverkehr und so macht Ayre es zu ihrer Lebensaufgabe, für seine Genesung zu sorgen. Sie nimmt selbst den Stierkampf auf, um ihren verzweifelten Geliebten zu motivieren, nicht länger Trübsal zu blasen. Währenddessen fliegt der arabische Scheich nach Spanien, um Ayre zu entführen, aber es gelingt ihr, ihn davon zu überzeugen, dass sie ihre Jungfräulichkeit bereits verloren hat, und er lässt sie gehen.
Schließlich gelingt es Ayre, Angel zur vollständigen Genesung zu verhelfen, was zu einem kulminierenden Liebesspiel zwischen den beiden führt. Der Film endet mit der Hochzeit von Ayre und Angel in einer örtlichen Kirche.

## Produktion und Veröffentlichung
Der ausführende Produzent und Cannon-Films-Ko-Chef Menahem Golan drängte die Dereks dazu, die Sexszenen expliziter zu gestalten, obwohl sie sich dagegen aussprachen, weil die Szenen stark genug wären. Der Film sollte ursprünglich von Metro-Goldwyn-Mayer als Teil eines laufenden Deals mit Cannon vertrieben werden und Bo Derek zeigte den Film dem damaligen MGM-CEO Frank Yablans in der Hoffnung, dass er bei Golan in der Frage des erotischen Inhalts intervenieren würde. Yablans mochte den Film genauso wenig wie all die anderen Filme, die Cannon an MGM lieferte.
In den USA war Ekstase erstmals am 31. August 1984 in den Kinos zu sehen. Am 11. Januar 1985 hatte der Film seine Premiere in den bundesdeutschen Lichtspielhäusern.

## Rezeption

### Auszeichnungen
Ekstase wurde für neun Goldene Himbeeren nominiert und gewann sechs, darunter Schlechtester Film, Schlechteste Schauspielerin, Schlechteste Regie und Schlechtestes Drehbuch. 1990 wurde der Film für die Goldene Himbeere als Schlechtester Film des Jahrzehnts nominiert, verlor aber gegen Meine liebe Rabenmutter. Ebenfalls 1984 wurde der Film für einen Stinkers Bad Movie Award für den schlechtesten Film nominiert.

### Kritik
Das Urteil des Lexikons des internationalen Films fällt vernichtend aus: „Ein miserabler Film voller unerträglicher Klischees und mit billigstem Kitsch bebildeter Männerfantasien von einer vermeintlich vorbildlichen ‚Traumfrau‘; verlogen und mit geschmäcklerischen Sexeinlagen durchsetzt.“
Der Fischer Film Almanach 1986 meinte, aus „dümmlichen Aufhängern“ sei ein „Film wie ein Herrenmagazin“ gestrickt worden, „nur daß die Dame sich bewegt und die Musik dazu spielt (den Bolero natürlich)“.